# Hundt (Familienname)
Hundt ist ein deutscher Familienname.

## Varianten
- Hund

## Namensträger
- Aline Hundt (1835–1872), deutsche Pianistin, Klavierlehrerin, Dirigentin und Komponistin
- Andreas Hundt (* 1957), deutscher Basketballtrainer
- Bennet Hundt (* 1998), deutscher Basketballspieler
- Camilla Hundt (* 1954), deutsche Verlegerin des Süderländer Tageblatts bis 31. Dezember 2016
- Dieter Hundt (* 1938), deutscher Unternehmer und Arbeitgeberfunktionär
- Eduard Hundt (1909–2002), deutscher Fußballspieler
- Ernst Hundt der Ältere (1832–1906), deutscher Geistlicher
- Ernst Hundt der Jüngere (1877–1945), deutscher Kirchenjurist
- Ferdinand Hundt (1703–1758), deutscher Kunstschreiner und Zierratenschnitzer des Rokoko
- Friedrich Hundt (1808–1887), deutscher Fotograf
- Friedrich Hektor Hundt (1809–1881), deutscher Geschichtsschreiber, königlich-bayerischer Kämmerer und Ministerialrat
- Gustav Hundt (1894–um 1945), deutscher Offizier, zuletzt Generalleutnant im Zweiten Weltkrieg
- Hans-Jürgen Hundt (1909–1990), deutscher Ur- und Frühgeschichtler
- Hartwig von Hundt-Radowsky (1780–1835), deutscher Antisemit, Verfasser des Judenspiegels
- Hermann Hundt (Jean Baptist Hermann Hundt; 1894–1974), deutscher Künstler
- Hubert Hundt (1898–1984), deutscher Politiker (SPD)
- Jannes Hundt (* 1996), deutscher Basketballspieler
- Johann Christian von Hundt (1730–1815), preußischer Generalleutnant, Kommandant von Thorn
- Magnus Hundt (Magnus Hund, Magnus Canis; 1449–1519), deutscher Mediziner und Theologe
- Margit Hundt (* 1943), deutsche Schwimmerin, siehe Margit Hettling
- Markus Hundt (* 1965), deutscher Germanist und Sprachforscher
- Martin Hundt (1932–2023), deutscher Historiker
- Otto Hundt (1880–1954), deutscher Zeitungsverleger
- Peter Joseph Hundt (* 1956), kanadischer Geistlicher, Erzbischof von Saint John’s, Neufundland
- Rebecca Madita Hundt (* 1981), deutsche Schauspielerin
- Rötger Hundt (1711–1773), deutscher Theologe und Märtyrer
- Rudolf Hundt (Verleger) (1876–1955), deutscher Zeitungsverleger
- Rudolf Hundt (Geologe) (1889–1961), deutscher Geologe, Paläontologe und Museumsleiter
- Rudolf Hundt (Chemiker) (1941–2020), deutscher Chemiker, Programmierer von KPLOT
- Sönke Hundt (* 1938), deutscher Wirtschaftswissenschaftler
- Stefan Hundt (* 1958), deutscher Politiker (CDU), Bürgermeister der Stadt Lennestadt
- Tobias Hundt (* 1987), deutscher evangelikaler Musiker
- Ulrich Hundt (1937–2018), deutscher Marineoffizier
- Valeria Hundt (1924–2015), Verlegerin des Süderländer Tageblatts
- Walter Hundt (1934–2024), deutscher Politikwissenschaftler
- Wiguläus Hundt (1514–1588), deutscher Jurist und Geschichtsschreiber, siehe Wiguleus Hund
- Wilhelm Hundt (1906–nach 1952), deutscher Ingenieur
- Willi Hundt (1884–1966), deutscher Sparkassendirektor, Bremer Bürgerschaftsabgeordneter (SPD)